# قانون ستيفان-بولتزمان

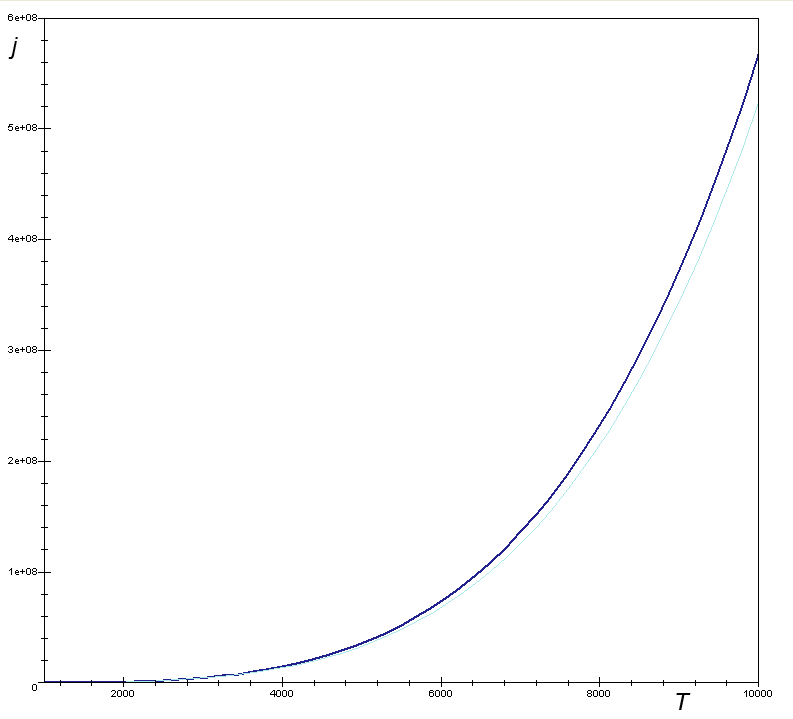

يصف قانون ستيفان-بولتزمان الطاقة المنبعثة من جسم أسود بدلالة درجة حرارته. على وجه التحديد، ينص قانون ستيفان-بولتزمان على أن إجمالي الطاقة المشعة لكل وحدة مساحة سطح لجسم أسود عبر جميع الأطوال الموجية لكل وحدة زمنية {\displaystyle j^{\star }} (المعروف أيضًا باسم انبعاث إشعاع الجسم الأسود) يتناسب طرديا مع القوة الرابعة لدرجة حرارة الجسم الأسود الحرارية المطلقة T:
{\displaystyle j^{\star }=\sigma T^{4}}
يُشتق ثابت التناسب، المسمى ثابت ستيفان-بولتزمان، من ثوابت فيزيائية أخرى معروفة. قيمة الثابت هي
{\displaystyle \sigma ={\frac {2\pi ^{5}k^{4}}{15c^{2}h^{3}}}=5.670373\times 10^{-8}\,\mathrm {W\,m^{-2}K^{-4}} ,}
حيث k هو ثابت بولتزمان، وh هو ثابت بلانك، وc هو سرعة الضوء في الفراغ. يتم إعطاء الإشعاع من زاوية رؤية محددة (واط لكل متر مربع لكل ستراديان) بواسطة
{\displaystyle L={\frac {j^{\star }}{\pi }}={\frac {\sigma }{\pi }}T^{4}}
الجسم الذي لا يمتص كل الإشعاع الساقط (يُعرف أحيانًا بالجسم الرمادي) يصدر طاقة إجمالية أقل من الجسم الأسود ويتميز بالانبعاث، {\displaystyle \varepsilon <1}:
{\displaystyle j^{\star }=\varepsilon \sigma T^{4}}
للانبعاث الإشعاعي {\displaystyle j^{\star }} أبعاد تدفق الطاقة (الطاقة لكل وحدة زمنية لكل وحدة مساحة)، ووحدات القياس في النظام الدولي للوحدات هي جول في الثانية لكل متر مربع، أو ما يعادله، واط لكل متر مربع. وحدة SI لدرجة الحرارة المطلقة T هي كلفن. {\displaystyle \varepsilon } هي انبعاث الجسم الرمادي؛ إذا كان الجسم أسودًا مثاليًا، {\displaystyle \varepsilon =1}. في الحالة الأكثر عمومية (وواقعية)، تعتمد الانبعاثية على الطول الموجي، {\displaystyle \varepsilon =\varepsilon (\lambda )}.
لإيجاد القدرة الكلية المشعة من جسم، اضرب في مساحة سطحه، {\displaystyle A}:
{\displaystyle P=Aj^{\star }=A\varepsilon \sigma T^{4}}
لا تخضع جسيمات مقياس الطول الموجي والطول الموجي الفرعي، للمواد الخارقة، والبنى النانوية الأخرى لحدود الأشعة الضوئية ويمكن تصميمها لتتجاوز قانون ستيفان-بولتزمان.